# 高桢
高桢（1091年—1159年），金朝大臣。辽阳渤海人。辽朝太师高模翰五世孙。
高桢少年好学，在辽朝中进士。天祚帝天庆元年（金太祖收国二年，1116年）正月，辽裨将高永昌举兵反辽，入据东京（今辽宁省辽阳市）时，高桢在其军。当时金将完颜斡鲁统兵攻克辽国沈州（今辽宁省沈阳市），高永昌害怕金兵想要进攻自己，于是派遣使者奉金印银牌等假装请降，表示愿去帝号，向金称藩。当时，高桢之母在沈州，于是潜出东京降金朝，告知完颜斡鲁高永昌假装请降的情报，斡鲁于是进兵击破高永昌。高桢归顺金朝，任同知东京留守事，授猛安。金太宗天会六年（1128年），迁尚书左仆射，判广宁尹，加太子太傅。在镇八年，政令清肃，吏畏民安。金熙宗天会十五年（1137年），加太子太师，提点河北西路钱帛事。天眷年间，任同签会宁牧，封戴国公，历任同知燕京（今北京）留守、行台平章政事、西京（今山西省大同市）留守。封任国公。担任中京（今内蒙古自治区宁城县西大名城）留守，封河内郡王。高桢性情忠直严谨，弹劾无所畏避，主张区别流品，进善退恶，遭权贵们忌恨。贞元元年（1153年），任太子太保、行御史大夫，封莒王。后来拜司空，封代王。正隆年间，降封冀国公，六十九岁在官任上去世。

## 延伸阅读
[在维基数据编辑]
 《金史·卷84》，出自脱脱《遼史》